# India Lillie Davies
India Lillie Davies (* 2000 oder 2001) ist eine britische Schauspielerin, Sängerin und Model.

## Leben
Davies besuchte nach ihrem Abschluss an der Castle Cary Primary School mit einem Musik- und Theaterstipendium die Bruton School for Girls. Mit 16 Jahren erhielt sie ihren ersten Modelvertrag bei der First Model Management in London. 2021 feierte sie ihr Schauspieldebüt in einer Episode der Fernsehserie Call the Midwife – Ruf des Lebens in der Rolle der Joanne Dellow. Im März 2022 veröffentlichte sie ihre erste Single Tissues. Im August desselben Jahres erschien die Single Poison. Außerdem stellte sie 2022 im B-Movie-Horrorfilm Dracula – The Original Living Vampire die größere Rolle der Mina Murray dar. 2023 spielte sie als Carly eine der Hauptrollen im Kurzfilm Fat Girl. Dieser wurde unter anderen am 13. August 2023 auf dem HollyShorts Film Festival gezeigt. Eine weitere Veröffentlichung erfuhr der Kurzfilm am 1. Mai 2023, als er im schwedischen Free-TV gezeigt wurde.

## Filmografie (Auswahl)
- 2021: Call the Midwife – Ruf des Lebens (Call the Midwife, Fernsehserie, Episode 10x07)
- 2022: Dracula – The Original Living Vampire (Dracula: The Original Living Vampire)
- 2023: Fat Girl (Kurzfilm)
- 2024: Bridgerton (Fernsehserie, Episode 3x02)
- 2024: A Good Girl’s Guide to Murder (Fernsehserie, 6 Episoden)

## Diskografie (Auswahl)
Singles
- 2022: Tissues, Veröffentlichungsdatum: 11. März 2022
- 2022: Poison, Veröffentlichungsdatum: 12. August 2022